# Junge Kunst
Junge Kunst (září 1927 - 27.11.1928, úředně zrušen 8.11.1929) byl spolek německočeských výtvarníků, založený v Praze z iniciativy malíře Maxima Kopfa.

## Historie spolku
Spolek vznikl po rozpadu skupiny Die Pilger (1923) a poté, co přestala fungovat pražská pobočka Metznerbundu (1924). Individuální výstavy německých umělců se uskutečňovaly pod záštitou Krasoumné jednoty v Rudolfinu. Po úspěchu společné výstavy s Mary Duras v červnu 1927, kontaktoval Maxim Kopf bývalé členy Die Pilger, absolventy pražské akademie a další pražské německé umělce, napsal (česky) stanovy spolku a požádal o registraci. Podle stanov mohli být činnými členy spolku němečtí umělci - občané Československa nebo hosté, dále spolek přijímal členy přispívající a čestné.

Jediná pražská výstava spolku se uskutečnila na jaře 1928 pod hlavičkou Krasoumné jednoty (18 členů a host). Kromě německých periodik ji recenzovali Jaromír Pečírka, Josef Čapek nebo František Muzika, doporučil ji i krátký článek Rudého práva.

Řadu děl z výstavy zakoupila do svých sbírek Moderní galerie Království českého.

Někteří členové Junge Kunst vzápětí vystavovali v brněnském Domě umělců, kde Otto Kletzl uspořádal doposud největší přehlídku německy hovořících autorů z Čech, Moravy a Slezska: Ausstellung für Sudetendeutsche Kunst. Výstava probíhala paralelně s vůbec největší domácí kulturní přehlídkou meziválečného období, Výstavou soudobé kultury v Československu na brněnském výstavišti.

Maxim Kopf, který byl členem jury, mezitím pojal velkorysejší plán na založení spolku otevřeného i mecenášům a milovníkům umění a ještě roku 1928 založil Prager Secession, jehož jádrem zůstali členové nedávno založeného a vzápětí zrušeného spolku Junge Kunst.

## Členové Junge Kunst
- Anton Bruder (11.6.1898 Ústí nad Labem – 17.2.1983 Glinde u Hamburku), grafik, malíř
- Alfred Dorn (26.8.1892 Bílina (Teplice) – 5.6.1975 Kaufbäuren), malíř, keramik, pedagog, sklář
- Mary Durasová (10.5.1898 Vídeň – 12.8.1982 Graz), sochařka
- Friedrich Feigl (6.3.1884 Praha – 17.12.1965 Londýn), ilustrátor, grafik, malíř
- Fritz Kausek (30.6.1890 Kostelec nad Černými lesy – 4.6.1951 Praha), malíř
- Karl Klein (25.5.1903 Nymburk – zavražděn 1943), grafik, malíř
- Maxim Kopf (18.1.1892 Vídeň – 6.7.1958 Twin Farms, Vermont, USA), malíř, grafik, scénograf
- Riko (Emerich) Mikeska (1.8.1903 Vítkovice, Ostrava – 12.2.1983 New York), malíř, pedagog
- Grete Passerová (1.4.1900 Praha – 2003 New York), malířka
- Ludwig (Ludvík) Püschel (1.5.1905 Praha – 19.4.1967 Praha), malíř
- Marta Schöpflinová (4.7.1902 Praha – datum a místo úmrtí neznámé), řezbářka
- Richard Schrötter (17.7.1893 Přerov – od r. 1939 Austrálie, bližší údaje chybí), malíř
- Charlotte Schrötter-Radnitzová (18.4.1899 Praha – 1986 Benátky), malířka
- Karl Vogel (20.3.1897 České Budějovice – datum a místo úmrtí neznámé), sochař
- Karl Wagner (6.4.1887 Kounov – 14.8.1966 Vídeň), malíř, restaurátor
- Gabriela Waldertová (14.10.1902 Praha – 10.3.1991 Vídeň), sochařka
- Alois Rudolf Watznauer (16.4.1904 Olomouc – 13.4.1973 Řezno), grafik, malíř, fotograf, pedagog

Host
- Alfred Justitz (18.7.1879 Nová Cerekev (Pelhřimov) – 9.2.1934 Bratislava), malíř, grafik, ilustrátor